# カプロニ Ca.4
| Caproni Ca.4 | Caproni Ca.4 |
| ------------ | ------------ |
| Caproni Ca4  |              |
| 概要         |              |
| 用途         | 爆撃機       |
| 初飛行       | 1917年       |
| 製造者       | カプロニ     |

カプロニ Ca.4（Caproni Ca.40）は、第一次世界大戦中に開発されたイタリア王国空軍の三発三葉爆撃機である。

## 概要
イタリアのメーカーカプロニ社のG・カプロニ (Giovanni Battista Caproni) は、Ca.3に続き、より大型の機体の開発を開始した。
Ca.3と同様に尾翼を支える2本の胴体（ツインビーム）と中央連結部の胴体に乗席という形状の3発3葉機であり、ツインビームの先端に牽引式のエンジン2基と、乗席の後端にプッシャー式のエンジン1基を設けるという特異な配置をしている。左右の主翼下にそれぞれ4輪ボギー配置の固定式主脚を持ち、尾翼にも、左右1つずつのソリを設けた。
良好な性能を示したためイタリア軍は、Ca.4として採用し、オーストリア・ハンガリー帝国の攻撃に用いられた。いくつかの種類のエンジンを積んだ派生型があり、40機以上が製造された。Ca.42が最もよい性能を示し、32機が製造された。このCa.42が当時の爆撃機のなかでは、最も多くの爆弾が積めた機体のひとつである。リバティエンジン (400 hp) を積んだ旅客機Ca.48は、乗客23名が搭乗できた。

## スペック (Ca.42)
| 寸法         | 寸法                                       |
| ------------ | ------------------------------------------ |
| 全長         | 13.10 m                                    |
| 全幅         | 29.90 m                                    |
| 全高         | 6.3 m                                      |
| 翼面積       | 200 m2                                     |
| 諸元         |                                            |
| 乗員         | 4名                                        |
| 空虚重量     | 6,710 kg                                   |
| 最大離陸重量 |                                            |
| 動力         | イソッタ・フラスキーニ V型6気筒エンジン ×3 |
| 出力         | 270 hp ×3                                  |
| 性能         |                                            |
| 最大速度     | 126 km/h                                   |
| 滞空時間     | 7時間                                      |
| 最大運用高度 | 3,000 m                                    |
| 上昇率       | 125 m/min                                  |
| 武装         | 機関銃4挺                                  |
| 爆弾搭載量   | 1,450 kg                                   |